# Platybelone argalus
El pez agujón de quilla (Platybelone argalus), la única del género monoespecífico Platybelone de la familia belónidos, la cual está ampliamente representada en mares y océanos. Con el característico cuerpo alargado y pico afilado de la familia, una variedad de subespecies aconsejan futuros estudios filogenéticos por si se pueden considerar especies separadas. La última publicación sobre el asunto del 2011 ya las considera especies distintas.

## Subespecies
Existen siete subespecies válidas en este género y especie:
- Platybelone argalus annobonensis (Collette & Parin, 1970) - Agujón de quilla
- Platybelone argalus argalus (Lesueur, 1821) - Agujón aquillado, Carajota de quilla
- Platybelone argalus lovii (Günther, 1866)
- Platybelone argalus platura (Rüppell, 1837)
- Platybelone argalus platyura (Bennett, 1832) - Agujón de quilla
- Platybelone argalus pterura (Osburn y Nichols, 1916) Agujón de quilla
- Platybelone argalus trachura (Valenciennes, 1846)